# Marsupella sparsifolia
Marsupella sparsifolia ist eine Moosart der Ordnung Jungermanniales. 

## Merkmale
Die Pflanzen wachsen in schwarzgrünen Rasen, die bis drei Zentimeter hoch werden. Die Blätter sind entfernt voneinander und kahnförmig. Ausgebreitet sind sie breit ei- bis herzförmig. Auf einem Drittel der Blattlänge sind sie geteilt, die Lappen sind spitz oder stumpf. In der Blattmitte sind die Zellen 12 bis 16 × 20 Mikrometer groß, ihre Ecken sind verdickt. Jede Zelle enthält zwei bis drei Ölkörper. Die Hüllblätter sind größer als die Blätter. Ein Perianth ist vorhanden. Die Sporen haben einen Durchmesser von acht bis zwölf Mikrometer. 

## Verbreitung und Standorte
Die Art hat eine bipolar arktisch-alpine Verbreitung: sie kommt in Europa, Nordamerika, Grönland, in Uganda, Südafrika und Neuseeland vor. In Deutschland ist sie nur vom Feldberg (Schwarzwald), von der Rhön, dem Brocken und Meißner bekannt.

## Belege
- Jan-Peter Frahm, Wolfgang Frey, J. Döring: Moosflora. 4., neu bearbeitete und erweiterte Auflage (UTB für Wissenschaft, Band 1250). Ulmer, Stuttgart 2004, ISBN 3-8001-2772-5 (Ulmer) & ISBN 3-8252-1250-5 (UTB).